# Corsa Coppi
Corsa Coppi war ein italienischer Radsportwettbewerb, der als Eintagesrennen ausgetragen wurde.
Die Corsa Coppi wurde von 1964 bis 1967 in der Region Piemont rund um Castellania Coppi (früher nur Castellania) veranstaltet. Benannt wurde das Rennen nach Fausto Coppi, dem italienischen Radrennfahrer, der in Castellania geboren wurde.

## Geschichte
Das Rennen hatte vier Auflagen und konnte zweimal von Michele Dancelli gewonnen werden. Die Strecke führte 1964 und 1965 von Turin nach Castellania, 1966 von Novi Ligure nach Castellania und 1967 von Tortona nach Salsomaggiore Terme. Es fand jeweils zum Saisonende im Oktober statt.

## Sieger
- 1964  Michele Dancelli
- 1965  Gianni Motta
- 1966  Felice Gimondi
- 1967  Michele Dancelli